# Erikson Carlos Batista dos Santos
Erikson Carlos Batista dos Santos (sinh ngày 26 tháng 2 năm 1995) là một cầu thủ bóng đá người Brasil.

## Sự nghiệp câu lạc bộ
Erikson Carlos Batista dos Santos đã từng chơi cho SC Sagamihara.